# Teatro Itália
Teatro Itália é um teatro localizado na Avenida Ipiranga, República, número 344, cidade de São Paulo. Foi eleito como um dos teatros mais luxuosos pela Beach Class Magazine.
Em 2021, o Grupo Bandeirantes de Comunicação fez uma parceria com o Teatro Itália, passando a administrá-lo. O espaço passou a ser chamado de Teatro Itália Bandeirantes. Além de receber espetáculos, o local também foi utilizado para gravações de programas da Rede Bandeirantes. Em agosto de 2024 o Grupo Bandeirantes de Comunicação deixou a administração do local.

## História
O teatro está localizado no andar térreo do Edifício Itália, o segundo mais alto de São Paulo (168 metros de altura). Durante três décadas a gestão do teatro foi feita pelo Governo do Estado de São Paulo. Em 2006, a Secretaria de Estado da Cultura alugou o local para instalar o Teatro da Dança. Quando o aluguel da Secretaria acabou em 2011, o local seria desativado. No mesmo ano, os produtores baianos Erlon Bispo, Darihel Souza e Cleiton Domingos conseguiram doações para restaurar o teatro que se encontrava "acabado", "oferecendo riscos". Em entrevista ao Jornal de Teatro, Erlon Bispo contou as dificuldades que teve durante a reforma:

Na primeira temporada da reforma (2011) foram trazidos objetos de decoração da Bahia. A segunda temporada foi inciada em dezembro de 2012 e durou dois meses. Neste período foram feitas reformas gerais e foram instaladas portas acústicas modernas no local. Na sala de espetáculos foram colocadas referências para a época de inauguração do local, a década de 1960, uma ambientação feita pelo cenógrafo Pedro Caldas. Ela também foi renomeada, sendo chamada agora de "Sala Drogaria São Paulo", que patrocinou a revitalização do teatro. De 2012 a 2013 já tinha recebido 55 mil pessoas. Sobre a dificuldade do funcionamento do local como uma empresa privada e peças teatrais, Bispo declarou: 

## Crítica
Em 28 de setembro de 2014, foi publicado na Folha de S.Paulo o resultado da avaliação feita pela equipe do jornal ao visitar os sessenta maiores teatros da cidade de São Paulo. O local foi premiado com a nota máxima, cinco estrelas, "ótimo", com o consenso: "Com a reforma de 2012, o Teatro Itália ganhou um hall aconchegante, colorido e com piano (foi eleita a melhor sala de espera nesta avaliação). Na bonbonnière há boas opções de salgados e de bebidas. O espaço, tradicional no centro da cidade, possui uma sala compacta com assentos confortáveis e oferece boa visão de todos os lugares. A programação inclui peças adultas e infantis (...)"